# Ivan Gašparovič
Ivan Gašparovič  (* 27. března 1941 Poltár) je bývalý slovenský politik, v letech 2004–2014 byl třetím prezidentem Slovenské republiky.

## Život
Ivan Gašparovič vystudoval v letech 1959–1964 práva na Právnické fakultě Univerzity Komenského v Bratislavě. V roce 1968 vstoupil do KSČ, odkud jej po půl roce vyloučili. Od roku 1968 na této škole i učil, v roce 1990 byl prorektorem. Byl odborným poradcem československého filmu Advokátka z roku 1977.
Od července 1990 do března 1992 byl generálním prokurátorem ČSFR. V roce 1992 vstoupil do Hnutí za demokratické Slovensko, jehož členem byl až do 15. července 2002. V roce 2002 se stal prvním předsedou Hnutí za demokracii (dnes Republika), kterého byl hlavním zakladatelem.

### Kandidatury na prezidenta
V roce 2004 byl zvolen ve druhém kole přímých prezidentských voleb slovenským prezidentem, když v prvním kole porazil mimo jiné i kandidáta vládní SDKÚ Eduarda Kukana a v druhém kole svého bývalého stranického kolegu z HZDS Vladimíra Mečiara.
V prezidentských volbách v roce 2009 se rozhodl obhajovat svůj mandát. V přímé volbě v prvním kole nezískal žádný kandidát nadpoloviční většinu hlasů. Gašparovič postoupil do druhého kola s protikandidátkou vládní opozice Ivetou Radičovou. Ve druhém kole zvítězil s rozdílem 11 procentních bodů, a stal se tak prvním a dosud jediným prezidentem v historii Slovenské republiky, který nastoupil druhé funkční období. Po jeho uplynutí ho v červnu 2014 v úřadu nahradil Andrej Kiska.

### Onemocnění
V roce 2016 bylo oznámeno, že již takřka dva roky trpí rakovinou tlustého střeva.

## Vyznamenání
| Stát      | Stuha                        | Název                                     | Datum udělení   |
| --------- | ---------------------------- | ----------------------------------------- | --------------- |
| Slovensko |                              | velmistr Řádu bílého dvojkříže            | 2004–2014       |
| Slovensko | velmistr Řádu Andreje Hlinky |                                           | 2004–2014       |
| Slovensko | velmistr Řádu Ľudovíta Štúra |                                           | 2004–2014       |
| Slovensko |                              | Řád Andreje Hlinky I. třídy               | 1998, 28. října |
| Slovensko |                              | Řád Ľudovíta Štúra I. třídy               | 2004            |
| Slovensko |                              | Kříž Milana Rastislava Štefánika I. třídy | 2004            |
| Slovensko |                              | Pribinův kříž I. třídy                    | 2004            |

| Stát        | Stuha | Název                                                | Datum udělení    |
| ----------- | ----- | ---------------------------------------------------- | ---------------- |
| Česko       |       | Řád Bílého lva I. třídy s řetězem                    | 2013, 6. března  |
| Dánsko      |       | rytíř Řádu slona                                     | 2012, 23. října  |
| Estonsko    |       | Řád kříže země Panny Marie I. třídy s řetězem        | 2005, 7. října   |
| Chorvatsko  |       | Velký řád krále Tomislava                            | 2008, 27. října  |
| Itálie      |       | velkokříž s řetězem Řádu zásluh o Italskou republiku | 2007, 20. února  |
| Kazachstán  |       | Řád přátelství I. třídy                              | 2007             |
| Litva       |       | velkokříž Řádu Vitolda Velikého                      | 2005, 24. února  |
| Lotyšsko    |       | velkokříž Řádu tří hvězd                             |                  |
| Nizozemsko  |       | velkokříž Řádu nizozemského lva                      | 2007, 21. května |
| Norsko      |       | Řád svatého Olafa                                    | 2010, 26. října  |
| Polsko      |       | Řád bílé orlice                                      | 2009, 21. února  |
| Polsko      |       | rytíř velkokříže Řádu znovuzrozeného Polska          | 2014             |
| Portugalsko |       | velkokříž s řetězem Řádu svatého Jakuba od meče      | 2008, 4. září    |
| Srbsko      |       | Řád Srbské republiky II. třídy                       | 2013, 21. ledna  |
| Španělsko   |       | velkokříž s řetězem Řádu Isabely Katolické           | 2007, 22. října  |